# Kaliasem
Kaliasem is een bestuurslaag in het regentschap Buleleng van de provincie Bali, Indonesië. Kaliasem telt 6286 inwoners (volkstelling 2010).